# Delta (hrušeň)
Delta (Pyrus communis 'Delta')  je ovocný strom, kultivar druhu hrušeň obecná z čeledi růžovitých. Plody jsou řazeny mezi odrůdy zimních hrušek, sklízí se v říjnu, dozrává v prosinci, skladovatelné jsou do ledna.

## Historie

### Původ
Byla vyšlechtěna v ČR, registrována v roce 1995, původně bylo šlechtění zahájeno ve VŠÚO Holovousy později dokončeno ve šlechtitelské stanici v Těchobuzicích. Odrůda je křížencem odrůd 'Pařížanka' a 'Boscova lahvice'.

## Vlastnosti
Odrůda je cizosprašná. Vhodnými opylovači jsou odrůdy Konference, Erika, Bohemica,Dicolor.

### Růst
Růst odrůdy je středně bujný později slabý. Habitus koruny je rozložitý.

## Plodnost
Plodí časně, hojně, ale pravidelně.

## Plod
Plod je kuželovitý, velký. Slupka tlustá, drsná, žlutozeleně, později žlutě zbarvená se rzivými lenticelami. Dužnina je nažloutlá, jemná, aromatická, se sladkou chutí.

## Choroby a škůdci
Odrůda je považována za středně odolnou proti strupovitosti. Je odolná proti nízkým teplotám.

## Použití
Dobře snese přepravu, neotlačuje se. Je vhodná ke skladování a přímému konzumu. Vyžaduje úrodné, záhřevné, zavlažované půdy. Odrůdu lze použít do chráněných stanovišť středních a teplých poloh.